# Dietzenbach
Dietzenbach é a sede do distrito de  Offenbach na Regierungsbezirk de Darmstadt em Hesse, Alemanha. Está localizado a cerca de 12 km a sudeste de Frankfurt no rio Bieber. Antes da Segunda Guerra Mundial, a atual cidade era uma vila agrícola com aproximadamente 4.000 habitantes. No entanto, após a guerra, houve um progresso considerável na população devido a grande quantidade de refugiados na comunidade. A partir de 1970, a população Dietzenbach subiu rapidamente, atingindo cerca de 33 000 pessoas em 2006. Pouco menos de um terço dos habitantes têm raízes em mais de uma centena de nações fora da Alemanha. Edifícios agrícolas são hoje raramente visto em Dietzenbach.
Em 2001, Dietzenbach sediou o festival anual Hessentag.

## Desenvolvimento populacional
| Ano  | Habitantes |
| ---- | ---------- |
| 2009 | 33,224     |
| 2007 | 34,773     |
| 2005 | 34,794     |
| 1997 | 33,015     |
| 1983 | 25,500     |
| 1970 | 12,449     |
| 1961 | 6,303      |
| 1950 | 4,711      |
| 1939 | 3,695      |
| 1834 | 3,695      |

Em 1834, Dietzenbach tinha 3 695 habitantes. Cento e cinco anos mais tarde, em 1939, a cidade tinha ainda 3 695 habitantes. Após o fim da Segunda Guerra Mundial, em 1950, 4 711 pessoas viviam na cidade. Em 1961, este número subiu para 6 303. Após um intesivo desenvolvimento que foi realizado na década de 1960, a população em 1970 era de 12 449. Em 1983 era 25 500 e 33 015 pessoas vivam na cidade em 1997, 30% dos quais possuíam a cidadania diferente da alemã.
Dietzenbach tem uma das maiores taxas de natalidade no estado (1990: ~380, 2006: 420 nascimentos).

## Cidades Geminadas
- França: Vélizy-Villacoublay, Yvelines (desde 1976)
- Nicarágua: Masaya, Masaya (desde 1985)
- Chéquia: Rakovník, Boémia Central (desde 1986)
- Alemanha: Neuhaus am Rennweg, Turíngia (desde 1990)
- Estados Unidos: Oconomowoc, Wisconsin (desde 2008)